# خوان إدواردو ديفيد بوسادا
خوان إدواردو ديفيد بوسادا هو رسام كوبي، ولد في 25 أبريل 1911 في مقاطعة فيلا كلارا في كوبا، وتوفي في 8 أغسطس 1981 في هافانا في كوبا.